# Мартынов, Алексей Фёдорович
Алексей Фёдорович Мартынов (1911—1990) — липецкий советский общественный деятель, педагог, историк, писатель

 и краевед. Участник Великой Отечественной войны.

## Биография
А. Ф. Мартынов родился в 8 февраля 1911 года в деревне Стариково Смоленской губернии в крестьянской семье. После окончания сельской школы окончил Каширский сельскохозяйственный техникум (1928), а затем Ленинградский государственный университет (1938). С 1932 года работал преподавателем.
Участник Великой Отечественной войны. Награждён орденами Отечественной войны 1-й и 2-й степени, боевыми медалями.
После войны заведовал кафедрами истории в вузах Астрахани (1945—1946), Могилёва (1946—1953), Мурома (1953—1955). С 1955 года кандидат исторических наук, доцент А. Ф. Мартынов работал в Липецком педагогическом институте. В 1955—1960 годах был заведующим кафедрой истории СССР в Липецком педагогическом институте. Преподавательскую и общественную работу сочетал с научно-исследовательской деятельностью. Ему принадлежат сотни статей по исторической тематике, книги о Н. Г. Чернышевском, Л. П. Радине, Марко Вовчок, липецком революционере Н. Н. Исполатове. А. Ф. Мартынов является соавтором учебных пособий «Путешествие по Липецкой области», «Из истории Липецкого края», «Краткая история Липецкого края» (1979) и других.

## Увековечение памяти
- 10 сентября 1996 года имя Мартынова присвоено новой липецкой улице (в Ссёлках).